# Diocesi di Villarrica
La diocesi di Villarrica (in latino Dioecesis Villaricensis) è una sede della Chiesa cattolica in Cile suffraganea dell'arcidiocesi di Concepción. Nel 2022 contava 290.300 battezzati su 450.000 abitanti. È retta dal vescovo Francisco Javier Stegmeier Schmidlin.

## Territorio
La diocesi comprende tredici comuni nella provincia di Cautín (regione dell'Araucanía): Villarrica, Curarrehue, Cunco, Freire, Gorbea, Vilcún, Loncoche, Padre Las Casas, Pitrufquén, Pucón, Puerto Saavedra, Teodoro Schmidt e Toltén e quattro comuni nella provincia di Valdivia (regione di Los Lagos): Lanco, Máfil, Panguipulli e San José de la Mariquina.
Sede vescovile è la città di Villarrica, dove si trova la cattedrale del Sacro Cuore di Gesù.
Il territorio si estende su 15.544 km² ed è suddiviso in 30 parrocchie, raggruppate in 5 decanati: Centro, Nord, Sud, Cordigliera, San Pedro de la Costa.

### Parrocchie
- Cattedrale Sacro Cuore di Gesù, Villarrica
- San Francesco d'Assisi, Villarrica
- Immacolata Concezione, Boroa
- San Sebastiano, Curarrehue
- Immacolata Concezione, Cunco
- San José Obrero, Cherquenco
- San Sebastiano, Freire
- Santa Maria Maddalena, Gorbea
- San Francesco d'Assisi, Vilcún
- San Francesco, Licanray
- Immacolata Concezione, Loncoche
- Nostra Signora di Lourdes, Los Laureles
- Sant'Antonio, Padre Las Casas
- San Giovanni Evangelista, Pitrufquén
- Santa Croce, Pucón
- Nostra Signora del Pilar, Puerto Domínguez
- Sacro Cuore di Gesù, Puerto Saavedra
- Sacro Cuore di Gesù, Quepe
- Cristo Re, Teodoro Schmidt
- Sant'Antonio, Toltén
- Nostra Signora del Carmine, Ultracautín
- Nostra Signora di Lourdes, Lanco
- Nostra Signora del Rosario, Máfil
- San Giuseppe Operaio, Malalhue
- San Sebastiano, Panguipulli
- Sant'Antonio, Pelchuquín
- Santissima Trinità, Purulón
- San Giuseppe, San José de la Mariquina

## Storia
La prefettura apostolica di Araucanía fu eretta il 16 luglio 1901 con il decreto Quum ad majus della Congregazione di Propaganda Fide, ricavandone il territorio dalla diocesi di Concepción (oggi arcidiocesi).
Il 28 marzo 1928 la prefettura apostolica fu elevata a vicariato apostolico in forza del breve Sublimi veluti di papa Pio XI.
L'8 luglio 1944 cedette una porzione di territorio a vantaggio dell'erezione della diocesi di Valdivia.
Il 5 gennaio 2002 per effetto della bolla Studiosam omnino di papa Giovanni Paolo II il vicariato apostolico ha ceduto la giurisdizione sull'Isola di Pasqua alla diocesi di Valparaíso, è stato elevato al rango di diocesi e ha contestualmente assunto il nome attuale.

## Cronotassi dei vescovi
Si omettono i periodi di sede vacante non superiori ai 2 anni o non storicamente accertati.
- Guido Benedikt Beck de Ramberga, O.F.M.Cap. † (20 gennaio 1925 - 5 marzo 1958 deceduto)
- Carlos Guillermo Hartl de Laufen, O.F.M.Cap. † (5 marzo 1958 succeduto - 6 febbraio 1977 deceduto)
- Sixto José Parzinger Foidl, O.F.M.Cap. † (17 dicembre 1977 - 7 febbraio 2009 ritirato)
- Francisco Javier Stegmeier Schmidlin, dal 7 febbraio 2009

## Statistiche
La diocesi nel 2022 su una popolazione di 450.000 persone contava 290.300 battezzati, corrispondenti al 64,5% del totale.
| anno | popolazione | popolazione | popolazione | presbiteri | presbiteri | presbiteri | presbiteri                | diaconi | religiosi | religiosi | parrocchie |
| anno | battezzati  | totale      | %           | numero     | secolari   | regolari   | battezzati per presbitero | diaconi | uomini    | donne     | parrocchie |
| ---- | ----------- | ----------- | ----------- | ---------- | ---------- | ---------- | ------------------------- | ------- | --------- | --------- | ---------- |
| 1950 | 131.399     | 347.889     | 37,8        | 64         | 24         | 40         | 2.053                     |         | 60        | 135       | 25         |
| 1966 | 383.949     | 408.766     | 93,9        | 78         | 38         | 40         | 4.922                     |         | 73        | 338       | 28         |
| 1970 | 330.524     | ?           | ?           | 67         | 30         | 37         | 4.933                     |         | 56        | 305       | 28         |
| 1976 | 356.152     | 383.771     | 92,8        | 67         | 33         | 34         | 5.315                     |         | 59        | 297       | 29         |
| 1980 | 385.252     | 422.957     | 91,1        | 60         | 30         | 30         | 6.420                     |         | 59        | 192       | 30         |
| 1990 | 357.000     | 402.300     | 88,7        | 58         | 37         | 21         | 6.155                     |         | 37        | 266       | 29         |
| 1999 | 360.000     | 410.000     | 87,8        | 63         | 43         | 20         | 5.714                     | 6       | 28        | 177       | 31         |
| 2000 | 345.000     | 390.000     | 88,5        | 66         | 46         | 20         | 5.227                     | 6       | 28        | 173       | 30         |
| 2001 | 345.000     | 395.000     | 87,3        | 66         | 45         | 21         | 5.227                     | 6       | 28        | 178       | 30         |
| 2002 | 345.000     | 397.000     | 86,9        | 67         | 46         | 21         | 5.149                     | 6       | 27        | 174       | 30         |
| 2003 | 345.000     | 395.000     | 87,3        | 60         | 42         | 18         | 5.750                     | 6       | 24        | 170       | 30         |
| 2004 | 270.000     | 385.000     | 70,1        | 60         | 42         | 18         | 4.500                     | 6       | 24        | 166       | 30         |
| 2010 | 281.000     | 401.000     | 70,1        | 53         | 36         | 17         | 5.301                     | 13      | 24        | 207       | 30         |
| 2014 | 291.000     | 416.000     | 70,0        | 47         | 33         | 14         | 6.191                     | 16      | 21        | 193       | 29         |
| 2017 | 250.400     | 419.064     | 59,8        | 45         | 31         | 14         | 5.564                     | 25      | 29        | 215       | 30         |
| 2020 | 279.000     | 429.000     | 65,0        | 45         | 30         | 15         | 6.200                     | 21      | 16        | 148       | 30         |
| 2022 | 290.300     | 450.000     | 64,5        | 48         | 36         | 12         | 6.047                     | 23      | 14        | 119       | 30         |